# Bonnie és Clyde (film, 1967)
A Bonnie és Clyde (Bonnie and Clyde) egy 1967-ben bemutatott színes, amerikai gengszterfilm.
Arthur Penn alkotása az 1930-as évek híres-hírhedt bűnöző szerelmespárja, Bonnie Parker (1910. október 1. – 1934. május 23.) és Clyde Barrow (1909. március 24. – 1934. május 23.) történetének idealizált feldolgozása. A forgatás 1966 októbere és decembere között zajlott. A férfi főszerepet játszó Warren Beatty volt a producer is. E filmben nyújtott alakítása tette világhírűvé Faye Dunawayt, akinek filmbeli öltözködése divatot teremtett: a premier után elképesztő mértékben megugrott a svájcisapkák eladási mutatója. A filmet 10 Oscar-díjra jelölték, ebből kettőt nyert meg. A Bonnie és Clyde Magyarországra csak megkésve jutott el: az 1970-es évek végén a budapesti Filmmúzeum tűzte műsorára nagy érdeklődés mellett.

## A cselekmény
|  | Alább a cselekmény részletei következnek! |

„They're Young… They're in Love… And They Kill People!” (Fiatalok… Szerelmesek… és embereket ölnek!)
A gyönyörű Bonnie Parker egy meleg és unalmas napon szegényes lakása ablakából észreveszi, hogy egy fiatal férfi éppen el akar lopni egy autót. Szélsebesen lerohan hozzá, és azt állítja, hogy az anyja kocsijáról van szó. A férfi felajánlja, hogy elkíséri Bonnie-t a munkahelyére. Hamar kitalálja, hogy a lány pincérnő. Beszélgetés közben kiderül, hogy ő viszont már volt börtönben is, ahol levágta két lábujját, hogy ne kelljen dolgoznia. Azt állítja, hogy fegyveres rablásért ült. A lány nem hisz neki, mire a férfi megmutatja a pisztolyát. Bonnie kételkedik abban, hogy merné-e használni is. Válaszul a férfi rögvest kirabol egy közeli üzletet. Utána sietve autóba vágják magukat, és csak ekkor mutatkoznak be egymásnak. A férfi neve: Clyde Barrow. Az izgalmas kalandtól fellelkesült lány az autóban valósággal letámadja újdonsült barátját, ám Clyde-ot zavarja ez a hevesség. Bevallja, hogy tetszik neki Bonnie, mégsem képes vele szerelmeskedni. Bonnie el akar menni. Clyde azt mondja neki, ha szexet nem is, de egy jobb élet lehetőségét fel tudja ajánlani. Együtt töltik az éjszakát egy elhagyatott házban. Reggel Clyde az udvaron lőni tanítja Bonnie-t. Váratlanul megjelenik a ház egykori tulajdonosa, egy idősebb férfi. Kiderül, hogy a családjával azért kénytelen elhagyni az otthonát, mert a bank elvette a házukat. Mikor elmegy, Clyde úgy búcsúzik el tőle, hogy ő és Bonnie valójában bankrablók.
A szavakat rövidesen tettek követik: a pár elindul az első közös bankrablásra. A kocsiban Clyde nyugtatgatja Bonnie-t, bár kettőjük közül nem a lány tűnik idegesnek. A férfi egyedül megy be a bankba, ami teljesen üres, mivel az intézmény csődbe ment. Clyde arra kényszeríti az egyetlen ott tartózkodó tisztviselőt, hogy jöjjön ki a kocsihoz, és mondja el Bonnie-nak is a tényállást. A lány nevetésben tör ki. Mivel azonban nincs pénzük, Clyde kénytelen kirabolni egy élelmiszerboltot. Az egyik alkalmazott húsvágó bárddal támad rá: dulakodni kezdenek, végül Clyde a pisztoly agyával leüti a támadót, és csak ekkor tud elmenekülni. A kocsival probléma támad, egy szerelőnél kötnek ki. A szerelő srác meglepően ügyesnek bizonyul, és hajlandó arra, hogy csatlakozzon a pároshoz. Közben a kórházban a leütött alkalmazott fotóról azonosítja Clyde-ot. A következő bankrablásra Bonnie és Clyde magával viszi az új fiút, C. W. Mosst is. A srác feladata, hogy a kocsiban indulásra készen várakozzon a bank előtt, míg a szerelmesek kirabolják az intézményt. Minden simán menne, ám a nem igazán bűnöző észjárású C. W. beparkol egy szabaddá vált helyre. A sikeres bankrablás után Bonnie és Clyde nem találja a kocsit az épület előtt. Értékes percek mennek veszendőbe, mire felfedezik a parkoló járművet, és el tudnak indulni. A bank egyik alkalmazottja az induló kocsira kapaszkodik, és Clyde az üvegen át rálő, hogy megszabaduljanak tőle. Később egy moziban látjuk a triót. Bonnie élvezi a filmet, a hátrébb ülő Clyde viszont szemrehányást tesz a könnyeivel küszködő C. W.-nak, hogy miatta embert ölt, és ezért mindnyájukat körözni fogják. Este felajánlja Bonnie-nak, hogy menjen el, most még kiszállhat az egészből, ám a lány vele akar maradni.

Blanche és Buck (Estelle Parsons és Gene Hackman)

Clyde-hoz egy napon látogatóba érkezik bátyja, a börtönt szintén megjárt Buck, és felesége, Blanche, egy prédikátor lánya. A testvérek örülnek egymásnak, ám az első pillanatban látható, hogy a két nő viszont nem szimpatizál egymással. Ez persze nem meglepő: a vonzó és vagány Bonnie szöges ellentéte a jelentéktelen külsejű, de roppant hisztis Blanche-nak. Mindenesetre a két pár úgy dönt, együtt töltenek egy kis időt Missouriban, ahol kivesznek egy házat. Bonnie nem rajong a közös együttlétért, de enged Clyde kívánságának. Nem sokáig tudnak nyugodtan örülni egymásnak: a rendőrség rajtuk üt, alighanem az élelmiszerkihordó fiú bejelentésére, aki gyanúsnak találta a házat, de a legjobban talán azt nehezményezte, hogy Bonnie egy cent borravalót sem adott, mikor átvette tőle a megrendelt árut. Tűzharc tör ki, a káoszt Blanche kitartó sikítozása is növeli, de végül sikerül elmenekülniük a kocsijukkal. Az autóban Blanche tovább folytatja a sikítozást, mire Bonnie ingerülten rákiabál. Blanche azt akarja, hogy Buck és ő szálljanak ki az egészből, de a férje azt mondja, már késő, ő is lelőtt egy rendőrt. A Barrow-bandához tehát Buck és Blanche személyében újabb tagok csatlakoznak.
Egy verőfényes napon a banda egy félreeső helyen megáll az erdőben. Clyde félrevonul, mialatt a többiek nevetgélve olvassák az újságban a Barrow-banda állítólagos akcióiról szóló, eltúlzott sajtóhíreket. Ezalatt a közelükben megáll a helyi polgárőr autója. A derék férfiúnak nincs ideje akcióba lépni, mert a visszatérő Clyde lefegyverzi. Vita kezdődik arról, mit is kezdjenek Frank Hamerral. Bonnie végül azt javasolja, készítsenek róla fényképeket a bandatagok társaságában, és a fotókat küldjék el a sajtónak. Az ötlet a foglyon kívül mindenkinek tetszik. Amikor Bonnie merészen meg is csókolja a férfit, Hamer leköpi a lányt. Clyde rátámad a megkötözött polgárőrre, és tusakodás közben a közeli folyóba zuhannak. Buck közbelép, és a foglyot végül egy csónakban kilökik a nyílt vízre. A következő bankrablás után Blanche is a részét követeli. Bonnie nevetségesnek találja a kérést, Blanche rikácsoló reklamálásának hatására azonban Clyde enged a kívánságnak. A kibontakozó vitát C. W. szakítja félbe azzal, hogy lyukas a kocsi tartálya, új autót kell lopniuk. Ez meg is történik, ám a lopott autó tulajdonosai, egy szerelmespár utánuk indul egy másik autóval. Aztán mégis felhagynak az üldözéssel, ám ekkor a banda ered a nyomukba, és végül foglyul ejtik őket. A bűnözők autójában a szerelmespár ijedsége hamar szertefoszlik, és egy idő után már önfeledten élvezik Buck fárasztó vicceit. Mikor azonban kiderül, hogy a férfi temetkezési vállalkozó, Bonnie ragaszkodik ahhoz, hogy tegyék ki a párt a kocsiból.
Bonnie reggelre eltűnik. A többiek kétségbeesve keresik, és végül Clyde egy mezőn megtalálja. A lány az édesanyjához indult, akit mindenáron látni szeretne. A találkozót sikerül megvalósítani, és a hangulat szinte idillinek mondható. Búcsúzáskor azonban Bonnie édesanyjának szavai arról tanúskodnak, hogy a mama tisztában van azzal, miféle sors vár bűnözővé lett lányára, és nem tévesztik meg Clyde szavai sem. A banda ezután egy turistakempingben kíván tölteni egy kis időt. Itt újabb vita kezd kibontakozni Bonnie és Blanche között, amit Clyde azzal akadályoz meg, hogy elküldi bátyja feleségét C. W.-val ennivalóért. A falatozóban kiderül, hogy Blanche nem hozott magával pénzt. Szerencsére C. W.-nál van pénz, ám amikor előveszi, az egyik vendég meglátja a nadrágja oldalába dugott fegyvert. A férfi értesíti a seriffet. A rendőrség szokatlanul nagy erőkkel vonul ki a kempingbe. Óriási tűzharc bontakozik ki, szinte hihetetlen, hogy a bűnözőknek most is sikerül kereket oldaniuk. Buck azonban súlyosan megsebesül, és Blanche is megsérül a szemén. A sötétben újabb autót szereznek, és azzal menekülnek tovább. Végül megállnak egy mezőn. Megvirrad. Buck állapota válságos, nyilvánvaló, hogy rövidesen meghal. A látását elveszített Blanche őrjöng a fájdalomtól, ám hiába fogadkozik Istenhez, hogy férje soha többé nem fog rosszat tenni, nincs már segítség. Ráadásul a mezőt is körbekerítette a rendőrség, és újabb tűzharc kezdődik. Csak Bonnie, Clyde és C. W. tudnak elmenekülni, mivel a rendőrök szétlövik a menekülés legkézenfekvőbb eszközét, az autót. Clyde-ot lövés éri a karján, sőt Bonnie is megsebesül, amikor átkelnek a folyón. Clyde-nak egy közeli farmról sikerül egy autót lopnia, és azzal el tudnak menekülni. C. W. az apjához viszi a sebesülteket.

Véres finálé (Warren Beatty és Faye Dunaway)

Ivan Moss látszólag szívélyesen fogadja a vendégeket, négyszemközt azonban már nem titkolja fia előtt, hogy mit gondol a barátairól. Mialatt a szerelmesek Moss farmján lábadoznak, Hamer felkeresi a rendőrség őrizetében lévő Blanche Barrow-t. A bekötött szemű, kétségbeesett nő elérzékenyül a férfi látszólag együttérző szavai hallatán, és óvatlanul elkotyogja C. W. valódi nevét. A Moss farmon Clyde dührohamot kap attól, hogy miközben ő és Bonnie sebesülten rejtőzködnek, a lapok továbbra is azt írják, hogy bankrablásokat hajtottak végre. Bonnie a lábadozás időszakában egy verset írt kettőjükről. Az egyszerű költeményt Clyde eljuttatja a lapokhoz, és a vers meg is jelenik. A pár végre szexuálisan is egymásra talál, és immár a békés és nyugodt jövőt tervezgetik. Nem is sejtik azonban, hogy Moss apja titkos megállapodást kötött a hátuk mögött Hamerrel. C. W. az ígéret szerint megússza pár év börtönnel, cserébe Bonnie-ért és Clyde-ért. A párt Moss apja tőrbe csalja a néptelen országúton, az út menti bokrok között előzetesen elrejtőzött rendőrök pedig – Hamer vezetésével – szitává lövik őket…
|  | Itt a vége a cselekmény részletezésének! |

## Így készült a film

### A forgatókönyv

#### Eltérések a valóságtól
Arthur Penn filmje számos ponton eltér a valódi Bonnie és Clyde históriájától. Az igazi szerelmespár bűnözői karrierje valójában nem volt annyira romantikus színezetű, mint amilyennek a film ábrázolja. A Barrow-banda számos veszedelmes rablást és hidegvérű gyilkosságot követett el, bár az kétségtelen, hogy olyan akciókat is nekik tulajdonítottak, melyeket nem sikerült egyértelműen rájuk bizonyítani. Nem tartoztak azonban az igazán sikeres bűnözők közé: állítólag egyszer sem sikerült 1500 dollárnál többet zsákmányolniuk. A legendás bűnöző, John Dillinger egyszer azt mondta róluk, hogy a páros „rossz fényt vetett a bankrablásra”. Bonnie Parker a valóságban jóval alacsonyabb és kevésbé attraktív megjelenésű nő volt, mint Faye Dunaway, és nem volt különösebben hűséges típus. Egy autóbalesetben égési sérüléseket szenvedett a lábán és a hátán, emiatt élete utolsó évében már járni is nehezen tudott. (Ez a baleset, amely Clyde hibájából következett be, teljesen kimaradt a filmből.) Clyde Barrow feltehetően biszexuális volt. (Bennfentesek szerint mindketten szexuális érdeklődést mutattak bandájuk egyik tagja, W. D. Jones iránt.) Maga Warren Beatty állítólag hajlandó is lett volna a szerepet ennek megfelelően eljátszani, ám a cenzúra várható kifogásai miatt az alkotók végül úgy döntöttek, Clyde-nak inkább impotenciaproblémái legyenek. C. W. Moss figuráját a forgatókönyvírók az igazi gang két tagja, W. D. Jones és Henry Methvin alakjának ötvözésével formálták meg. W. D. Jones 1968-ban pert kezdeményezett a Warner Brothers ellen azzal az indoklással, hogy a film „befeketítette” és „megrágalmazta” őt, ám semmilyen kártérítést nem sikerült kicsikarnia. Nem ez volt azonban az egyetlen peres ügy a Bonnie és Clyde kapcsán. Frank Hamer a valóságban egészen a végső leszámolásig soha nem találkozott Bonnie-val és Clyde-dal: teljes mértékben fikció az a jelenetsor, amelyben a banda foglyul ejti és megalázza a férfit, aki lényegében bosszúból számol le a szerelmesekkel. Hamer valójában tényleg az egyik kulcsfigurája volt annak a rajtaütésnek, amely a szerelmespár halálával ért véget, de semmiféle személyes sérelem nem vezette.  Hamer özvegye és fia 1968-ban pert indítottak a film alkotói ellen rágalmazás miatt. Az ügy 3 évvel később peren kívüli megegyezéssel ért véget. A film premierjének idején még élt az igazi Blanche Barrow. Az asszonynak nem volt kifogása az ellen, ahogyan személyét az eredeti forgatókönyvben megörökítették, Estelle Parsons Oscar-díjas alakítása láttán azonban nyilvánosan kijelentette: „That film made me look like a screaming horse's ass!” (Ez a film egy sikítozó idiótának ábrázol engem!)
Az alkotók nem öncélúan tértek el a valós tényektől, hanem azért, hogy hangsúlyozzák a társadalombíráló motívumokat. A nagy gazdasági világválság idején a társadalom képtelen volt biztosítani a normális élet alapvető feltételeit, Bonnie és Clyde tehát – ezen értelmezés szerint – akcióival csupán „megfizet” a társadalmi igazságtalanságokért. Bő három évtizeddel később az addig oly egységes amerikai nemzetet a vietnámi háború osztotta ketté, ami a hidegháború kiéleződésével járt együtt. A társadalmi elégedetlenség fokozódott, a fiatalok új ideálokat kerestek, szó szerint virágkorát élte a hippimozgalom. Bonnie és Clyde mítosza ebben a miliőben gazdag táptalajra talált. Legendájukhoz hozzátartozott az is, hogy a szájhagyomány szerint afféle „népi hősök” voltak, akik csak a „nagyhalak”-at rabolták ki, sőt a szegényeket adományok szétosztásával támogatták. Az 1960-as években, amikor Andy Warhol híres mondása nyomán – „Bárkiből lehet sztár 15 percre.” – a médiát kezdték elárasztani az önjelölt sztárok, kiderült, hogy Bonnie és Clyde ebben is megelőzte a korát: fotókat, verseket küldtek a lapoknak saját magukról, és cserébe olyan publicitást kaptak, melyet nem igazán sikeres akcióik nem indokoltak volna.

#### Francia kapcsolat
A Bonnie és Clyde forgatókönyvét David Newman és Robert Benton írta; újságíróként dolgoztak az Esquire magazinnál. Szakítva a hollywoodi szokásokkal, melyek szerint a forgatókönyvírók csupán pár oldalas szinopszis alapján próbálnak támogatókat találni, Newmanék 70 oldalas forgatókönyvet írtak, mely azonban még nem tartalmazott párbeszédeket. Egyik ismerősük közreműködésével sikerült a szkriptet eljuttatni François Truffaut francia filmrendezőhöz, aki a Kifulladásig (1960) című emlékezetes film forgatókönyvírója volt. (Newman és Benton nagy rajongói voltak a filmnek és a francia új hullámnak.) Truffaut-nak nagyon tetszett az írásmű, és találkozót beszélt meg a két fiatallal New Yorkban. Számos ötlete volt: az ő javaslata volt állítólag az is, hogy Clyde ne biszexuális legyen, hanem impotens. (Más források szerint Arthur Penn hatására maradt ki ez a motívum, mert az amerikai rendező úgy vélte, hogy a két főhős figurája már önmagában túlfeszíti a húrt, és C. W. Moss – a valóságban: W. D. Jones – iránti vonzódásuk ábrázolásától nem lennének szimpatikusabbak a közönség számára.) A francia rendező értékes tanácsai közé tartoztak a valós idő és a filmidő szétválasztására vonatkozó észrevételek is. Szóba került, hogy Truffaut esetleg elvállalja a rendezést. Erre azonban nem került sor, mert a rendezőnek váratlanul lehetősége nyílt arra, hogy megvalósítsa régóta dédelgetett filmtervét, Ray Bradbury 451° Fahrenheit (1966) című regényének adaptálását, ezért kiszállt a Bonnie és Clyde-ból. Ki más jöhetett volna szóba ezután, mint a francia új hullám másik nagy alakja, Jean-Luc Godard, a Kifulladásig rendezője? Végül azonban Godard sem ülhetett a rendezői székbe. Erről többféle magyarázat is született. Állítólag a rendezőnek fenntartásai voltak Hollywooddal szemben, nem mellesleg viszont a filmfőváros moguljai sem a godard-i filmkészítési módszereket favorizálták. Miután Godard azt pedzegette, hogy a történetet Japánba helyezi át és tizenévesekkel csinálja meg, az illetékesek lemondtak a szerződtetéséről. Más források azonban arról szólnak, hogy Godard eleve el sem akarta vállalni a felkérést, mert megsértődött azon, hogy az alkotók először volt barátját, a riválisának tekintett Truffaut-t környékezték meg. A forgatókönyv végül Warren Beattynél kötött ki: a legenda szerint Beatty úgy győzte meg Arthur Pennt, hogy vállalja el a film rendezését, hogy bezárkózott vele egy szobába, és addig nem engedte ki, míg a beleegyező válasz el nem hangzott.

### A szereposztás
A kezdeti fázisban nem sok jel mutatott arra, hogy a Bonnie és Clyde kirobbanó siker lesz, annál is inkább, mert a forgatókönyv számos motívuma nyilvánvalóan sértette a hollywoodi tabukat, és valószínűsíthető volt a cenzúra közbelépése. Beattynek azonban volt egy nagy adu a kezében: nővére Hollywood egyik legtehetségesebb és legsikeresebb sztárja, Shirley MacLaine volt, aki nem zárkózott el attól, hogy öccse kedvéért elvállalja Bonnie szerepét. Clyde szerepét azonban még nehezebbnek tűnt kiosztani. Az egyik jelölt például Bob Dylan volt, aki egyes fotók tanúsága szerint kísértetiesen hasonlított Clyde-ra, ám az énekes nem vállalta a munkát. Beatty végül úgy döntött, ő fogja játszani a figurát. MacLaine szerepeltetéséről ezek után persze le kellett mondani. A nagy nőcsábász hírében álló Beatty megpróbálta volt barátnőjét, Natalie Woodot megnyerni a szerepre, a színésznő azonban elutasította a felkérést. Olyan jelöltek kerültek még szóba, mint Ann-Margret, Tuesday Weld, Carol Lynley, Sharon Tate, Leslie Caron, Sue Lyon és Jane Fonda. Ann-Margret állítólag nem tudott bánni a fegyverekkel, ezért nem kapta meg a szerepet. Jane Fonda akkoriban Franciaországban élt, Roger Vadim rendező felesége volt, és nem kívánt hazatérni az Egyesült Államokba a Bonnie és Clyde kedvéért. Sharon Tate pályakezdő volt, számottevő szakmai tapasztalat nélkül, és bizonytalannak tűnt, hogy meg tudna-e birkózni egy ilyen összetett szereppel. Tuesday Weld minden szempontból megfelelt, ám a színésznő állapotos lett, ezért vissza kellett lépnie. A népszerű énekesnő, Cher maga ajánlkozott a szerepre. Erről zenészpartnere és akkori férje, Sonny Bono semmit nem tudott, amikor azonban értesült a dologról, nemtetszését fejezte ki Warren Beattynek, mert nem szerette volna, hogy felesége egy ilyen „ellentmondásos” filmben szerepeljen. A szerepet végül Faye Dunawaynek adták, aki az egyik legígéretesebb fiatal színésznő volt akkoriban. A legendás Actor’s Stúdióban végzett, ahol Elia Kazan volt az egyik mestere, aki színpadon is rendezte őt. A Bonnie és Clyde előtt két filmben játszott, de a második, Otto Preminger Vihar Délen (1967) című drámája akkor még bemutatás előtt állt. Bonnie Parker megformálása világsztárrá tette Dunawayt. Filmbeli öltözködése világszerte divatot teremtett, alakításával pedig tulajdonképpen az amerikai filmipar szemléletváltásához járult hozzá: egy Bonnie Parker típusú merész, a szexben is kezdeményező nő ugyanis addig gyakorlatilag elképzelhetetlen volt a hollywoodi filmekben. Dunaway dublőzének egy másik pályakezdő fiatalt, Morgan Fairchildot szerződtették, aki később főleg tévésorozatok  révén lett ismert színésznő.
Buck Barrow szerepét Gene Hackman kapta. A művész akkoriban még sikerekben gazdag pályája elején járt, tulajdonképpen a Bonnie és Clyde-ban nyújtott alakítása hívta fel rá a figyelmet. Korábban már játszott Beattyvel a Lilith (1964) című filmben, és a két színész akkor barátkozott össze. Blanche Barrow szerepe az addig csak tévésorozatokban szereplő Estelle Parsons számára jelentette a nagy lehetőséget. Kitűnő alakítása megnyitotta előtte a filmvilág kapuit, bár alkati adottságai karakterszerepekre tették alkalmassá, ezért nem lehetett klasszikus értelemben vett hollywoodi sztár. A Bonnie és Clyde után 1 évvel ismét jelölték a legjobb női epizódszereplő Oscar-díjára a Rachel, Rachel című drámában nyújtott teljesítményéért. Nem tudni, Parsons és Dunaway munkakapcsolata mennyire volt baráti vagy éppen feszült, Estelle mindenesetre így nyilatkozott Faye-ről: „Még soha nem találkoztam senkivel, aki ennyire megszállottan filmsztár szeretett volna lenni.” C. W. Moss szerepének eljátszására felmerült Dennis Hopper neve, ám különböző okok miatt végül az akkor még kevésbé ismert Michael J. Pollardot szerződtették. A fiatal színész olyan emlékezetes alakítást nyújtott, hogy évekkel később egyik kollégája, Michael J. Fox az iránta való tiszteletből emelte be nevébe a megkülönböztető „J.” betűt. A magyar közönség körében is népszerű komikus, Gene Wilder a Bonnie és Clyde-ban mutatkozott be a moziközönségnek. Filmbeli partnernőjét Evans Evans játszotta, aki a magánéletben John Frankenheimer rendező felesége volt. Frank Hamer szerepére eredetileg Morgan Woodwardot kérték fel, aki azonban a Bilincs és mosoly (1967) című film forgatása miatt nem tudta vállalni a szerepet, így került a helyére Denver Pyle. A texasi Red Oakban vették fel azt a jelenetet, melyben Bonnie meglátogatja a családját. A forgatást számos helybeli lakos eljött megnézni, és a filmesek az érdeklődők között figyeltek fel Mabel Cavittre: a törékeny, idős tanárnő számára felajánlották Bonnie anyjának kicsiny szerepét.

### Komikum és erőszak
A Bonnie és Clyde egyik fő jellegzetessége, hogy az erőszakos jelenetek komikus mozzanatokkal keverednek. Ez az akkoriban még szokatlan és teljesen új párosítás a bemutató után számos kritika tárgyát képezte. Penn egyébként ezzel a módszerrel az 1930-as évek erőszakos gengszterfilmjeire kívánt reflektálni, lényegében azok stílusát akarta a romantika és a komédia jellemzőivel elegyíteni. Célja mindezzel nemcsak egy újfajta filmkészítési stílus kialakítása volt, hanem a feszültség feloldása vagy éppenséggel fokozása. A Bonnie és Clyde ugyanis – 2 évvel megelőzve Sam Peckinpah meghökkentően véres westernjét, a Vad bandát – filmekben addig soha nem látott módon ábrázolta a fegyverhasználatot. Jó példa minderre a befejező jelenet, a párost leterítő golyózápor. A hosszú képsorban jól látható, amint a golyók véres sebeket okozva hatolnak a pár testébe: Bonnie esetében Penn a golyók okozta fizikai fájdalmat akarta ábrázolni, ugyanakkor Clyde halálát négy különböző kameraállással és lencsékkel vették fel, hogy stilizált hatást érjenek el. E jelenet felvételéhez egyébként a technikai stáb kb. két hétig készítette elő a kellékként szolgáló kocsit. A Bonnie és Clyde volt az első film, amelyhez elképesztő mennyiségű vérpatront használtak fel, hogy a golyó ütötte sebeket imitálják velük. A zárójelenet forgatásán Warren Beatty egy körte szétnyomásával adott jelt arra, hogy a közelben tartózkodó technikusok működésbe hozzák testén a patronokat. Faye Dunaway lábát a sebességváltóhoz kötötték, hogy teste a géppisztolysorozat után ne essen ki a rázkódó járműből.
Komikum és erőszak együttes jelenlétét példázza a szerelmespár és C. W. első közös bankrablásának epizódja. Eleinte vicces a szituáció, hogy C. W. igazi amatőr módjára beparkol egy üres helyre a járda mellé, a bankból sietve távozó Bonnie és Clyde pedig néhány pillanatig hiába keresik az épület előtt az autót. A humor azonban rögtön véres erőszakba vált át, amikor a járműre felkapaszkodik a bank alkalmazottja, akit Clyde arcba lő. A zenei aláfestés ugyanezt a kettősséget kívánja kihangsúlyozni: az üldözéses jeleneteket a Flatt–Scruggs páros Foggy Mountain Breakdown című instrumentális, bendzsóra írt vidám szerzeménye festi alá. A két forgatókönyvíró ezt a számot hallgatta munka közben, és a szerzemény a film bemutatóját követően világszerte népszerűvé vált. Szakmai szempontból azonban hibának számít a felhasználása, mert a cselekmény az 1930-as évek első felében játszódik, a dallam alapjául szolgáló bluegrass stílus azonban csak az 1940-es évek közepén alakult ki.

### Kihagyott jelenetek
A forgatókönyvben számos olyan jelenet szerepelt, melyeket leforgattak, de különböző okokból végül kihagytak a végső változatból. A rövidítések egyik fontos szempontja az volt, hogy a vetítési idő ne haladja meg a két órát. Állítólag a végső verzió elkészítéséhez Arthur Penn noteszlapokra vázolt fel minden jelenetet, és a lapokat irodája falán helyezte el. E sajátos módszer segített neki abban, hogy eltávolítsa a feleslegesnek mondható epizódokat, és a megfelelő helyekre tegye a dramaturgiai csomó- és csúcspontokat. Íme, egy lista a kihagyott, illetve megváltoztatott jelenetekről:
- Egy korai verzió szerint Clyde lelövi és megöli a hentesbárddal rátámadó férfit. Ezt később úgy módosították, hogy megsebesíti és leüti a pisztollyal. A valóságban nem bizonyosodott be egyértelműen, hogy tényleg Clyde Barrow követte-e el ezt a rablást. Fotóról ugyan tényleg azonosították őt – ahogyan a filmben is látható –, de a támadás kivitelezése nem rá vallott. A film végső változatában végül csak annyi látható, hogy Clyde leüti a testes támadót.
- Miután C. W. is csatlakozott a szerelmespárhoz, a trió egy étterembe ment megbeszélni a következő rablás részleteit.
- Miután Clyde lelőtte a kocsira kapaszkodott banktisztviselőt, és a trió visszavonult a szállására, Barrow a fegyverét kezdi tisztogatni, és az általa elkövetett gyilkosságról elmélkedik. Ezalatt C. W. fürdeni megy, ahol Bonnie megpróbálja elcsábítani. Azonban meggondolja magát, mert a fiú nem igazán romantikus alkat. E jelenet egyik képkockája – melyen Bonnie egy kombinét és Clyde kalapját viseli – látható az első DVD-kiadás borítóján.
- Buckot és Blanche-ot még a Clyde-hoz való megérkezés előtt megismertük volna a kocsijukban, ahol a férfi a Bibliából énekel, a felesége pedig szemrehányásokat tesz neki, hogy elviszi őt Clyde-hoz.
- Hosszabb volt a gang látogatásának jelenete Bonnie családjánál: a kocsiban ülő lánynak a nővére elkészíti a frizuráját. E képsor vége bekerült a végső változatba: a két nő a kocsi külső oldalánál ülve összeölelkezik, és Bonnie már az új frizurát viseli.
- Egy hosszú jelenetben Bonnie és Clyde berúgnak, és elképzelik jövendő halálukat. Kitépik a matracot az ágyukból, melyet hevenyészett koporsóvá alakítanak át. Aztán felveszik a legjobb ruháikat, és kifestik egymást úgy, ahogyan szerintük majd holtan fognak kinézni. A jelenet végén a szerelmespár gyertyafény mellett körbetáncolja C. W.-t, és a The Hearse Songot éneklik.
- A Platte City-i turistakempingben lezajló rajtaütés során C. W. gránátok helyett egy géppisztollyal támad a páncélautóra.
- Az eredeti elképzelés szerint a film végén éppúgy fotókat láttunk volna, mint az elején, és a képeket a lövések hangjai kísérték volna. Bonnie és Clyde holttestét egyáltalán nem mutatták volna, csupán azt, ahogyan a két farmer a szétlőtt kocsi felé rohan, miközben a film fő zenei motívumának mondható Foggy Mountain Breakdown szól.

A fentieken kívül voltak egyéb változtatások is. Warren Beatty szerint túl szexire sikerült az a jelenet, amelyben Bonnie és Clyde egy szobában próbál szerelmeskedni, és a lány orális szexre utaló mozdulatokat végez. A felvételt ezért később újra megismételték. Ennek ellenére amikor a filmet bemutatták az amerikai kábeltévék, ezt a képsort kivágták belőle. A magyar tévéváltozat számára dramaturgiailag sokkal fontosabb jelenetet rövidítettek meg drasztikus módon: a film végi géppisztolysorozat képsora rövidült meg, kimaradtak azok a képkockák, melyek a golyók behatolását mutatták a testbe. Egyetlen lövéssorozat után a tévénézők már csak a szitává lőtt holttesteket láthatták. Később ez a verzió jelent meg nálunk videókazettán is. A 2008-ban megjelent kétlemezes DVD-n szerepel két, korábban nem látott, kihagyott jelenet. Bő 4 évtizeddel a premier után ez a kiadvány adott először ízelítőt a fel nem használt jelenetekből.

### Bakik
Íme, néhány a Bonnie és Clyde legfeltűnőbbnek tartott tévedéseiből.
- Amikor Clyde virtuskodásból végrehajtja az első rablást, Bonnie az utcán várakozik rá, a kezében egy kólásüveggel. Az üzletből rövidesen kirohan Clyde, kezében a zsákmánnyal. A párosnak menekülnie kell, az üveg azonban eltűnt: nemcsak hogy nincs Bonnie kezében, de jól látható, hogy a földön sincsen, tehát nem valószínű, hogy eldobta volna.
- Amikor az 1934-ben elkövetett bankrablás után a bűnözők menekülni akarnak, kis híján összeütköznek egy Ford tűzoltókocsival, amely márka azonban 1940 előtt nem létezett.
- Abban a jelenetben, amikor Clyde közös képet csinál Buckról és Blanche-ról, egy cigaretta van a szájában. Kiveszi azt, és mindkét kezével megfogja a fényképezőgépet, ám a következő snittben a cigaretta megint a szájában van.
- Amikor Clyde az anyjához indult Bonnie-t vigasztalja a mezőn, vágásonként változik kezének a helyzete: hol a lány vállán van, hol nem.
- Amikor a banda egy bankrablás után menekül az őt üldöző rendőrök elől, szárazföldön mennek át Texasból Oklahomába. Valójában azonban a két állam határának java részét a Vörös folyó alkotja, és szárazföldi határsáv csak azon a szakaszon van, amely mintegy 200 mérföldnyire található attól a területtől, ahol a Barrow-banda bankrablásokat hajtott végre.
- Amikor a film utolsó jelenetében Bonnie és Clyde autón közeledik C. W. apja felé az országúton, Bonnie Malcolmnak nevezi az idős Mosst, holott a férfinek Ivan a keresztneve.
- A leszámolási jelenetben a rendőrök Thompson márkájú fegyvereket használtak, az akciót a valóságban azonban B. A. R. (Browning Automatic Rifles) fegyverekkel hajtották végre.

## Érdekességek
- Az előkészületi fázisban – alighanem főleg anyagi okokból – felmerült az az elképzelés, hogy a filmet fekete-fehérben forgatják le.
- A 10 hétig tartó forgatás részben eredeti helyszíneken zajlott, mert több, a szerelmespár által annak idején kirabolt bank épülete még az 1960-as évek második felében is megvolt, sőt némelyikben továbbra is bank működött.
- Az a film, amelyet a bűnöző trió a balul sikerült bankrablás után megnéz egy moziban, Mervyn LeRoy Aranyásók 1933-ban (1933) című alkotása.
- Az egyik bankrablás során Back átugrik a pult fölött. Ez a mutatvány valójában John Dillinger stílusára volt jellemző, aki az ötletet Douglas Fairbanks Zorro-filmjeiből vette át.
- Az egyik bankrablási jelenetben Clyde megengedi a helyiségben tartózkodó farmernek, hogy megtartsa a pénzét. „A te pénzed vagy a banké? – kérdezi a férfitől. „Az enyém” – hangzik a válasz. „Akkor tartsd meg” – mondja Clyde. A valóságban ez az eset egy másik bankrablóval, Pretty Boy Floyddal történt meg.
- A filmben Bonnie Parker mindkét költeményéből részletek hangzanak el Faye Dunaway előadásában. Az első, a The Story of Suicide Sal azelőtt, hogy a rendőrség először rajtuk ütne a bérelt házban, a másik, a The Story of Bonnie and Clyde pedig a film vége felé.
- A film dinamikus kísérőzenéje jóval hangosabb, mint a pisztolylövések zaja. A brit premier előtt a mozigépész állítólag megtekintette a filmet, és a jelenséget hibának gondolta, ezért gondos feljegyzéseket készített arról, hogy mikor kell felerősíteni, és mikor kell lehalkítani a hangot, hogy ezt a zajszintkülönbséget korrigálja.
- Később számos film felhasználta azt az ötletet, hogy az üldözéses jeleneteket vidám bluegrass zenével festik alá, így például a Magyarországon is népszerű Éjszakai rohanás (1988).
- 2009-ben bejelentették, hogy Tonya Holly elkészíti Bonnie és Clyde történetének újabb feldolgozását az új évezred fiatal közönsége számára. Clyde Barrow szerepét a nagyközönség előtt teljesen ismeretlen, 24 éves Kevin Zegers játszaná, Bonnie Parkert pedig a tinibálványnak számító 21 éves Hilary Duff. Warren Beatty és Faye Dunaway egyáltalán nem örültek a hírnek, hogy legendás filmjükből új változat készül, noha Tonya Holly szerint nem remake-ről van szó. Faye Dunaway így nyilatkozott kiszemelt utódjáról: „Couldn’t they at least have cast a real actress?” (Nem tudtak volna inkább egy igazi színésznőt választani?)[8] Duff gyors és nem túl elegáns válasza ez volt: „I think that my fans that are going to go see the movie don’t even know who she is, so you know… I think it was a little unnecessary but I might be mad if I looked like that now too.” (Úgy gondolom, a rajongóim, akik majd elmennek megnézni a filmet, azt se tudják, kicsoda ő [Faye Dunaway], szóval... Szerintem fölösleges volt ezt mondania, ámbár én is ingerült lennék, ha úgy néznék ki, mint ő most.)[9] Néhány nappal később egy talkshow-ban Hilary elismerte, hogy túl durván reagált Dunaway kijelentésére, de nem kért elnézést az Oscar-díjas színésznőtől.

## A fogadtatás
A Warner Brothers állítólag csak Warren Beatty kitartó könyörgésére volt hajlandó beszállni a Bonnie és Clyde gyártásába, de annyira nem bíztak a sikerben, hogy a megszokott minimális díj helyett a bevétel 40%-át ajánlották fel Beattynek részesedésként. A forgalmazó cég „B” kategóriásként kezelte a filmet, és autósmozikban, kisebb filmszínházakban kezdte forgalmazni, minimális reklám kíséretében. Amikor azonban megjelentek a pozitív kritikák, és a főleg fiatalokból álló közönség tódulni kezdett a mozikba, nagyobb reklámkampánnyal, szélesebb körben forgalmazták tovább a filmet. Beatty mindenesetre nem járt rosszul: csak 1973-ig 50 millió dollárt hozott a film az Egyesült Államokban (a gyártási költség 2 és fél millió dollár volt), és ehhez jött további 70 millió a világ más részeiből. A Bonnie és Clyde-ot 7 kategóriában jelölték Golden Globe-díjra és 10 kategóriában Oscar-díjra. Persze voltak bíráló hangok is. Több kritikus szóvá tette, hogy a film lényegében rokonszenvesnek mutat be egy bűnözőpárost, és addig soha nem látott erőszakos jeleneteket tartalmaz, ráadásul azokat „elvicceli”, komikus színben tünteti fel. A New York Times kritikusa, Bosley Crowther a Bonnie és Clyde ürügyén kampányolni kezdett az amerikai filmekben eluralkodó brutalitás ellen. A Variety kritikusa, Dave Kaufman ugyancsak a fenntartásait hangsúlyozta.
A Bonnie és Clyde újfajta hősöket, újfajta filmkészítési stílust honosított meg a filmművészetben. A korábbi hollywoodi produkciókban a Jó és a Rossz élesen elkülönült egymástól, Arthur Penn filmje azonban elmosta ezeket az éles határvonalakat. A következő években számos olyan, nagy visszhangot kiváltott alkotás készült el, melyek rokonszenvesnek ábrázoltak erkölcsileg vitatható személyeket: ilyen film volt például Norman Jewison A Thomas Crown-affér (1968) című bűnügyi filmje, Francis Ford Coppola ma már klasszikus gengsztereposza, A Keresztapa (1972) vagy Sam Peckinpah A szökés (1972) című akciófilmje, de ide sorolhatók azok a zsarufilmek is, melyeknek hősei a Törvény nevében lényegében ugyanazokat az erőszakos és erkölcsileg vitatható módszereket alkalmazzák, mint azok, akiket üldöznek. A Bonnie és Clyde hatása mutatható ki olyan későbbi amerikai filmekben is, mint Terrence Malick Sivár vidék (1973) című drámája vagy Oliver Stone Született gyilkosok (1994) című ultraerőszakos „szatírá”-ja.
Az Amerikai Filmintézet által összeállított különböző ranglistákon a Bonnie és Clyde előkelő helyeken szerepel. A 100 év, 100 film listán a 27. helyen áll, a 100 amerikai thriller listáján a 13. helyet foglalja el, a 100 amerikai romantikus film listáján pedig a 65. helyezett. A főszereplők híres mondása – „We rob banks.” (Bankokat rabolunk.) – a 100 legemlékezetesebb filmes idézet listáján a 41. Ami azonban a legnagyobb elismerés: a Bonnie és Clyde a kiemelt védelmet élvező amerikai filmörökség része lett.

## Magyar kritikai visszhang
„Az utóbbi évek egyik legnagyobb visszhangot kiváltó filmje Arthur Penn műve, a Bonnie és Clyde. Első síkon egyszerű gengsztertörténet. Egy fiatal bűnöző autólopási kísérlet közben megismerkedik egy unatkozó leánnyal, egy bisztróalkalmazottal. Rablással próbálkoznak, az első kísérlet nem sikerül… A továbbiakban már sikerrel járnak, hírük egyre nagyobb, így a velük szemben álló apparátus is növekszik, és a túlerő végül – egy jelentéktelennek látszó momentum közrejátszásával – legyűri őket. A második síkon a társadalommal való kapcsolatot látjuk. Két, helyét nem találó fiatal véletlenül találkozik, úgy érzik, hogy egymásra utaltak és helyük nem a társadalomban van, hanem azon kívül. Hiszen a társadalom az életüknek nem segítsége, hanem gátja. Hírük növekedésével betyárromantika formálódik körülöttük. […] A harmadik síkról azonban ez a második is felszínesnek tűnik, mintha a realitást csak megközelítené, de nem érné el. A harmadik ugyanis a szexualitás síkja, egy nemileg gátlásos fiatalember vívódásának területe. […] A film felépítése – ezen a harmadik síkon is – valóban kiváló. A művészi alkotásokat azonban jelenségnek kell tekinteni, kibontani, elemezni és történetileg elhelyezni. Ez a hely pedig ritkán egyezik meg avval, amelyet alkotója szánt neki. Penn is mintha túlságosan hangoztatná a film kizárólagosan társadalomkritikai szempontjait. Olyan lelkesen bizonygatja, ahogyan Bonnie bizonygatja Clyde szexuális felszabadulását, és épp ezért, ez is mintha kissé gyanús lenne. A filmből ugyanis még a freudista fallikus szimbólum sem hiányzik, a revolver.”
(Magyar Bálint: Az amerikai film. Budapest, 1974, Gondolat Kiadó, 303–304. oldal)
„Elöljáróban leszögezem: Artur Penn világhírű filmje, a Bonnie és Clyde remekmű. Miért állítom ezt? Minden bizonnyal meggyőződésem, ízlésem, világszemléletem ellenére. Hiszen az csak nem volna kielégítő indokolás, ha elismerésemet pusztán a kitűnő rendezéssel és a tökéleteshez közelálló színészi játékkal dúcolnám alá. Igaz: a film megvalósítói, a főszereplőnek, Warren Beattynek a vezetésével olyan förgeteges profimutatvány-sorozatot produkálnak, a humor és a tragikum, a gyöngédség és a kegyetlenség, a giccs és a mélylélektan olyan útvesztőjén vonszolnak végig, hogy érzéseimet és indulataimat csak akkor érek rá ellenőrizni, amikor a moziteremben kigyulladnak a lámpák. És ekkor jön a meglepetés: lázongani kezdek a látottak ellen, de lázongásom gyöngébbnek bizonyul az élménynél. […] Láthatjuk: a film alkotói sztoriban és motivációban egyaránt giccses elemekből építkeznek, ráadásul jócskán felkeltik vagy kihasználják a társadalom normális háztartásába normálisan beilleszkedő emberek lappangó agresszióit, hogy vállalkozásukat sikerre vigyék. Minthogy azonban nagy művészek, megtalálják az egyensúlyt, mely művüknek tartós érvényességet biztosít. Ez az egyensúly: az élet bírálata. A tucat-élet kibírhatatlan, a szegénység megnyomorít, az emberi értékek előtörnek, ha máshogy nem, hát antiszociális úton. Veszélyesnek ezt az egyensúlyt azért nevezem, mert nagyon ingatag. Ezt a filmet könnyebb félreérteni, mint megérteni, és félreértve azokhoz a romboló erőkhöz csatlakozik, amelyeket elítél.”
(Eörsi István: Veszélyes egyensúly. In: Filmkultúra 1979/2 (1979. március–április), 51–55. oldal)

## Főszereplők

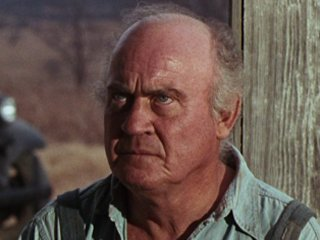
Ivan Moss szerepében Dub Taylor

- Faye Dunaway (Bonnie Parker)....magyar hangja: Csere Ágnes
- Warren Beatty (Clyde Barrow)....magyar hangja: Dörner György
- Michael J. Pollard (C.W. Moss)....magyar hangja: Kerekes József
- Gene Hackman (Buck Barrow)....magyar hangja: Szersén Gyula
- Estelle Parsons (Blanche)....magyar hangja: Menszátor Magdolna
- Denver Pyle (Frank Hamer)....magyar hangja: Melis Gábor
- Dub Taylor (Ivan Moss)....magyar hangja: Horkai János
- Evans Evans (Velma Davis)....magyar hangja: Kocsis Judit
- Gene Wilder (Eugene Grizzard)....magyar hangja: Józsa Imre
- Mabel Cavitt (Bonnie anyja) (nem szerepel a stáblistán)

## Fontosabb díjak és jelölések

### Oscar-díj
- 1968 díj Burnett Guffey (legjobb operatőr)
- 1968 díj Estelle Parsons (legjobb női mellékszereplő)
- 1968 jelölés Legjobb film (Warren Beatty mint producer)
- 1968 jelölés Arthur Penn (legjobb rendező)
- 1968 jelölés David Newman, Robert Benton (legjobb forgatókönyv)
- 1968 jelölés Warren Beatty (legjobb férfi főszereplő)
- 1968 jelölés Faye Dunaway (legjobb női főszereplő)
- 1968 jelölés Gene Hackman (legjobb férfi mellékszereplő)
- 1968 jelölés Michael J. Pollard (legjobb férfi mellékszereplő)
- 1968 jelölés Theadora Van Runkle (legjobb jelmez)

### Golden Globe-díj
- 1968 jelölés Legjobb film (dráma kategóriában)
- 1968 jelölés Arthur Penn (legjobb rendező)
- 1968 jelölés David Newman, Robert Benton (legjobb forgatókönyv)
- 1968 jelölés Warren Beatty (legjobb férfi főszereplő dráma kategóriában)
- 1968 jelölés Faye Dunaway (legjobb női főszereplő dráma kategóriában)
- 1968 jelölés Michael J. Pollard (legjobb férfi mellékszereplő, legígéretesebb új színész)

### BAFTA-díj
- 1968 díj Faye Dunaway (legígéretesebb új színésznő)
- 1968 díj Michael J. Pollard (legígéretesebb új színész)
- 1968 jelölés Arthur Penn (legjobb film)
- 1968 jelölés Warren Beatty (legjobb külföldi színész)

### Bodil-díj
- 1968 díj Arthur Penn (legjobb nem európai film rendezője)

### Grammy-díj
- 1969 jelölés Charles Strouse (legjobb filmzene)

### Kinema Junpo-díj
- 1969 jelölés Arthur Penn (legjobb külföldi film, legjobb külföldi rendező)

### Laurel-díj
- 1968 díj Legjobb akciódráma
- 1968 díj Faye Dunaway (legjobb drámai színésznő)
- 1968 Estelle Parsons (2. helyezett mint legjobb női mellékszereplő)
- 1968 jelölés Michael J. Pollard (legjobb férfi mellékszereplő)